# OH 24

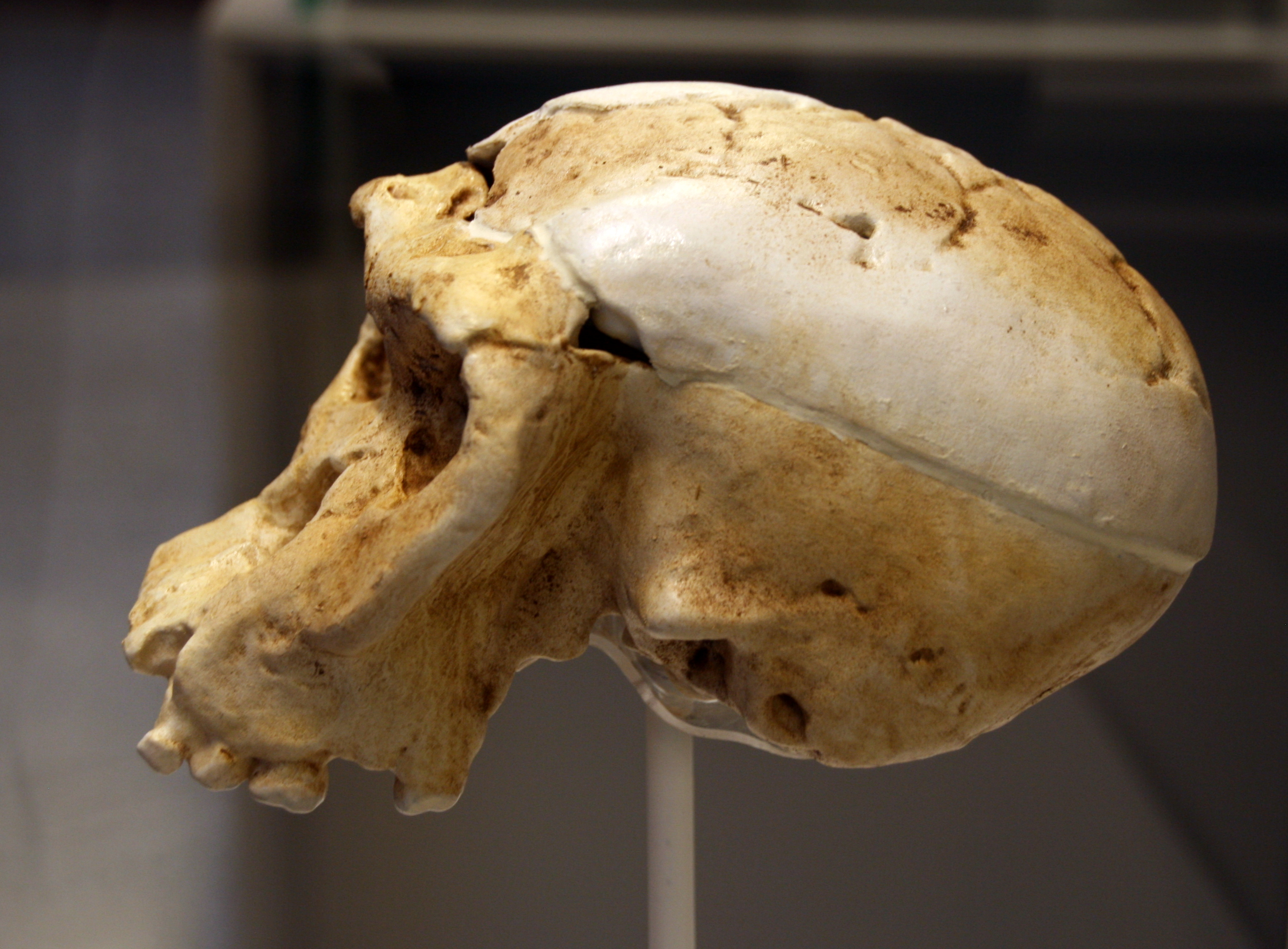
Vista lateral de OH 24, donde se observa el prognatismo habitual de habilis.

OH 24 es el nombre de catálogo de un cráneo fósil de Homo habilis, conocido con el sobrenombre de Twiggy. Fue encontrado, en 1968, por Peter Nzube en la garganta de Olduvai (Tanzania), y descrito por Mary Leakey et al. tres años después. Se le atribuye una antigüedad de 1,8 millones de años.

## Descubrimiento
El fósil fue encontrado por Peter Nzube dentro una matriz calcárea, muy fragmentado y deformado, en la localización conocida como Douglas Korongo East, en el lecho I de Olduvai. El estado del fósil requirió una complicada y minuciosa reconstrucción.
El sobrenombre de Twiggy le fue dado por el estado casi plano del fósil al descubrimiento y ante un comentario de Phillip V. Tobias refiriéndose a la modelo de igual nombre de los años 1960 y extrema delgadez. Este mismo experto declaró al fósil como uno de los ejemplares más remarcables de Homo habilis.

## Descripción
Es el cráneo parcial de una hembra adulta, con todos los molares fuera, aunque relativamente poco desgastados, lo que implicaría una muerte al poco de su erupción. Desde el principio se atribuyó a H. habilis, a diferencia de otros ejemplares, debido a su morfología, incluso aunque la capacidad craneana de 600 cm³ era inferior a la de otros fósiles de la especie. Pero la forma del paladar, la superficie molar y otros aspectos lo convirtieron en un claro caso de habilis. Una posible causa del tamaño del cráneo es la reconstrucción realizada por Ron Clarke.
Posee el hueso conocido como pilar anterior una característica no presente en todas las especies de Homo, Australopithecus y Paranthropus.
Se observa el prognatismo habitual de habilis, sin llegar al más extenso de los primeros Australopithecus.

## Atribución de especie
Los ejemplares de Olduvai siempre han suscitado polémicas entre los autores que atribuyen los ejemplares a dos especies y los que indican la existencia de una única especie con un marcado dimorfismo sexual. Según estas dos teorías: OH 13 y OH 24 una especie frente a OH 7 y OH 16 que pertenecerían a otra; o serían las hembras y los machos de Homo habilis, respectivamente.

## Conservación
Se conserva en el Museo Nacional de Dar Es Salaam (Tanzania).